# Monte Testaccio
El Monte Testaccio o Monte dei Cocci es una colina artificial construida  entre los siglos I y III d. C. en la ciudad de Roma. Cubre un área de 20 000 m² en su base y se alza hasta los 35 metros, 50 metros sobre el nivel del mar, si bien con toda probabilidad fue algo más alta. Se situaba dentro de la Muralla Aureliana y en la actualidad está cubierto por vegetación.

## Descripción
La colina, de forma triangular, está compuesta por restos de alrededor de 53 millones de ánforas rotas; sobre todo de olearias procedentes de lugares como la Bética (aproximadamente el 80 % del total) o la Tripolitania (el 17 %). El restante 3 % proviene de la Galia, otras regiones de la península itálica, y también se han documentado algunas ánforas orientales.
Las ánforas llegaban al puerto de Roma, donde se vaciaba su contenido y se rompían en pedazos. Los restos eran depositados en el monte Testaccio y después se esparcía cal sobre los recipientes para evitar malos olores, proceso que se hacía porque no era rentable lavar los recipientes y enviarlos de vuelta a la Bética y otras regiones. Las ánforas parece ser que se trasladaban enteras, probablemente en grupos de cuatro, por burros, mulas u otros animales de carga.
Las excavaciones arqueológicas indican que la colina no fue un basurero fortuito ni desordenado, sino una estructura gestionada de manera disciplinada, elevada por terrazas con muros de retención también hechos de trozos de cerámica. Se pueden establecer 3 fases en la construcción de dicha estructura. La primera abarcaría de 74 a. C. a 149 d. C., la segunda se prolongó hasta 230 d. C., y la tercera está siendo investigada en la actualidad.
Las ánforas descubiertas en el monte Testaccio han aportado numerosa información sobre la evolución del puerto fluvial de Roma y sobre aspectos diversos como el comercio entre la península ibérica y el norte de África y la capital del Imperio romano. Los arqueólogos calculan que el aceite transportado en esos envases permitió abastecer la mitad de la dieta anual de aceite de oliva —unos seis litros— de un millón de personas durante 250 años.
Las primeras investigaciones arqueológicas fueron realizadas a finales del siglo XIX por Henrich Dressel. Posteriormente, el arqueólogo George Edward Bonsor Saint Martin observó la alta presencia de cerámicas de la Bética en dicho yacimiento. También realizaron investigaciones los arqueólogos Rodríguez Alimeda, José María Blázquez y M. Ponsich, en colaboración con el Dipartamento di Scienze della Terra de la Universidad de Roma.

## Imágenes

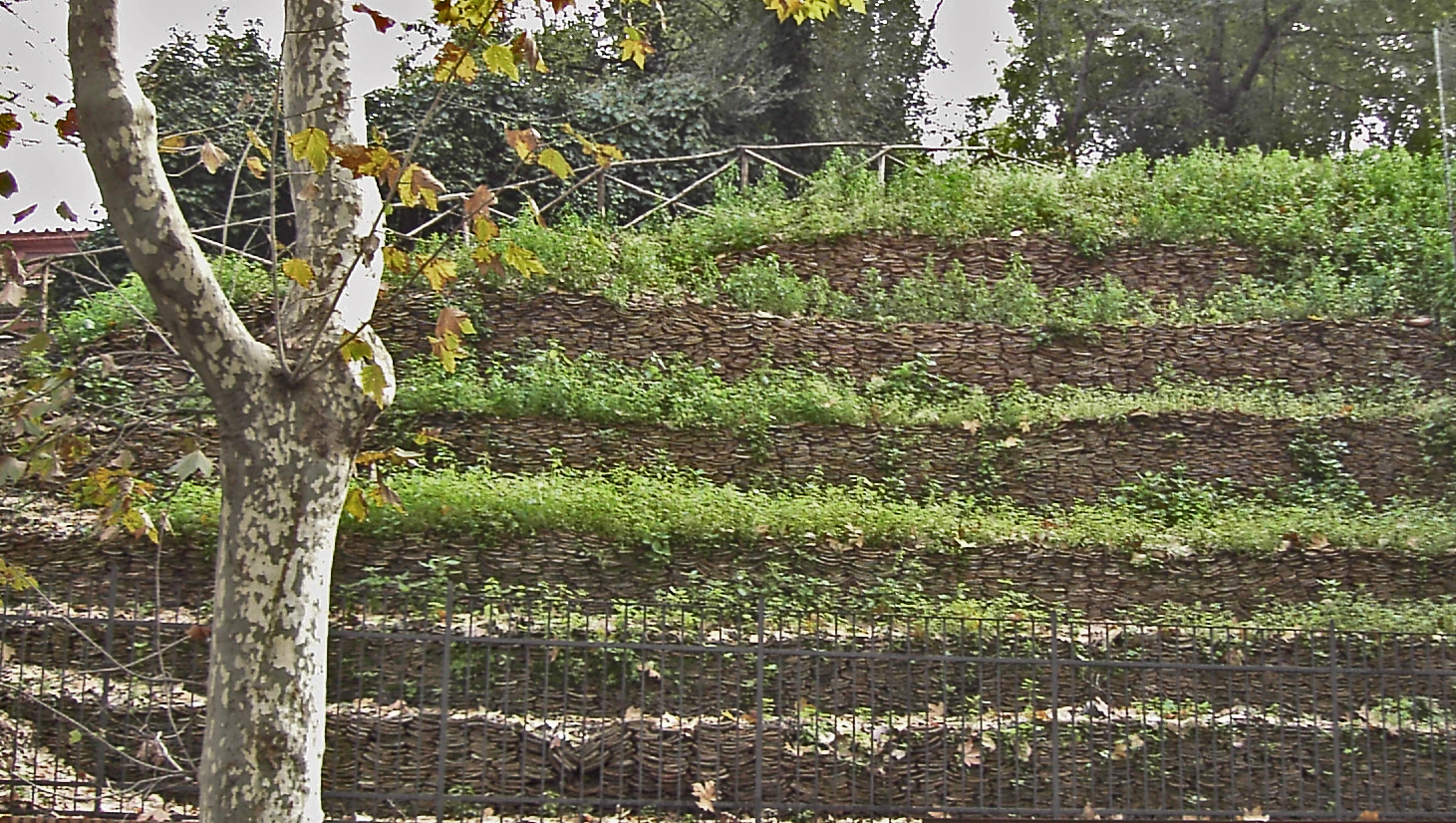
Nivelación en terrazas.
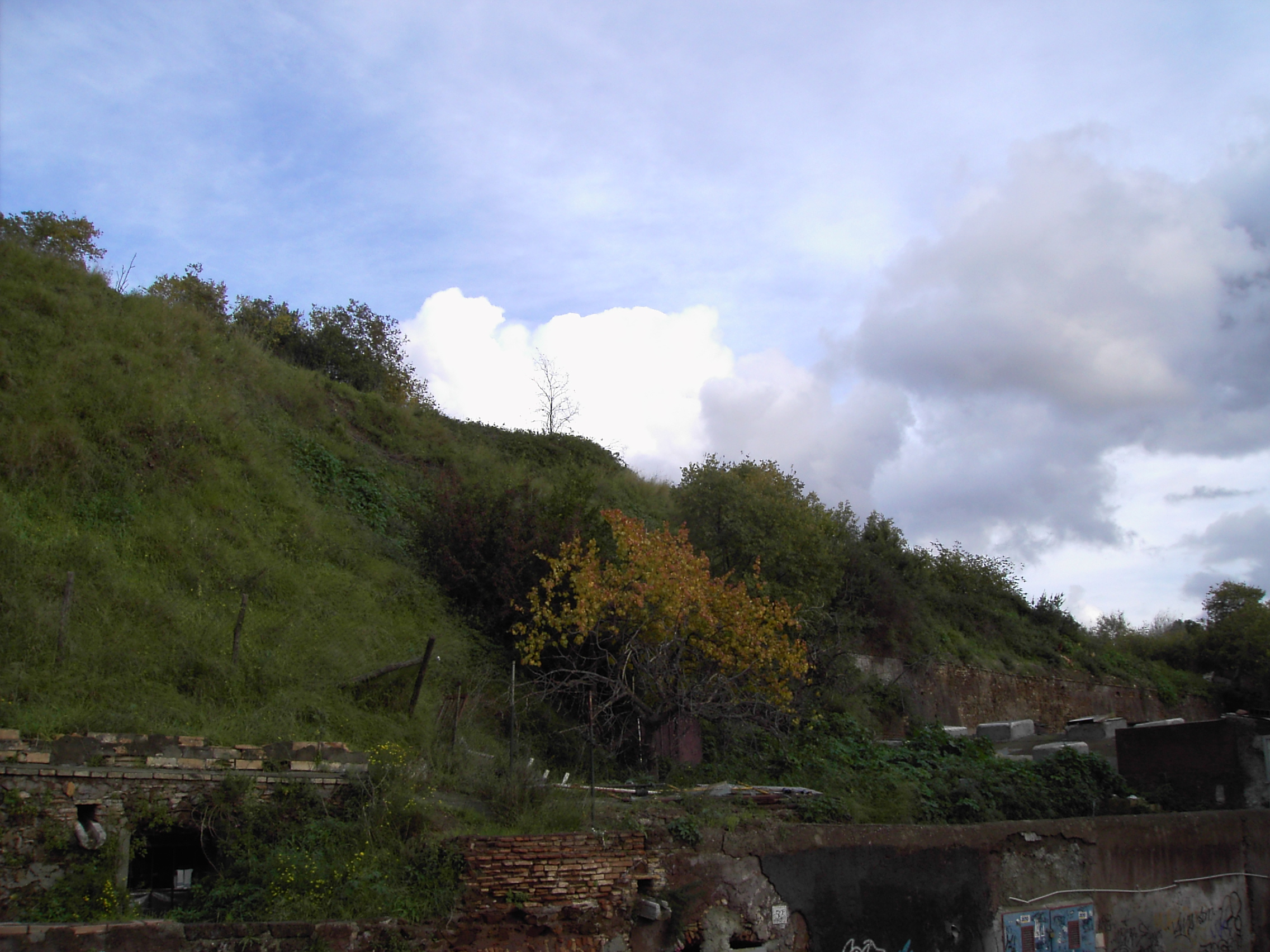
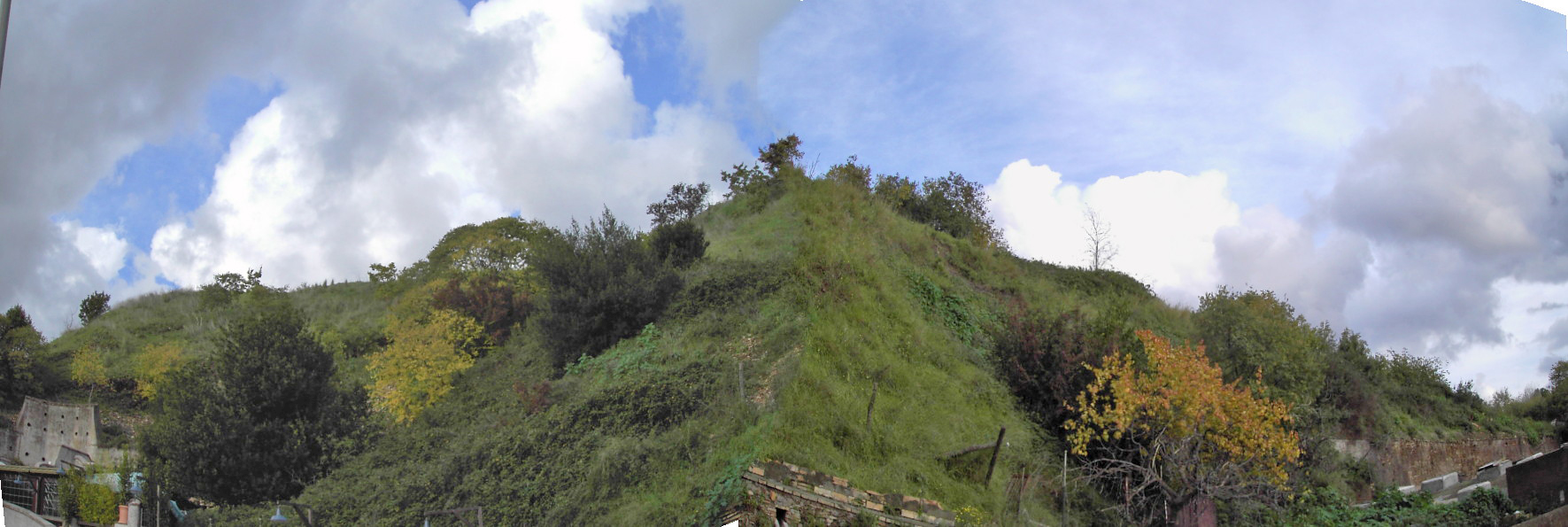
Vista desde el sur.